# Sønner av Norge kjøper bil
Sønner av Norge kjøper bil är en norsk svartvit komedifilm från 1962 i regi av Øyvind Vennerød. Filmen är en uppföljare till Norges söner (1961). I rollerna ses bland andra Per Theodor Haugen, Inger Marie Andersen och Willie Hoel.

## Handling
I samhället Solbråten har alla männen fått pippi på att köpa bil.

## Rollista
- Per Theodor Haugen – Gunnar Sørensen, redaktör
- Inger Marie Andersen – Randi Sørensen
- Willie Hoel – Anton Andersen, kontorschef
- Kari Diesen – Alfhild Andersen
- Grynet Molvig – Mette Andersen, dotter
- Arne Bang-Hansen – Baltzersen
- Turid Balke – Laila Baltzersen
- Carsten Byhring – Winkelbo
- Randi Kolstad – Anette Winkelbo
- Arvid Nilssen – Ekenes
- Vigdis Røising – fru Ekenes
- Rolf Sand – Thommesen, sporthandlare
- Unni Bernhoft – fru Thommesen
- Carsten Winger – Arnold Iversen
- Tore Foss – Gisle Grå Grusebekk, avdelningschef
- Ernst Diesen – Indrebø
- Aagot Børseth – affärsinnehavare
- Wilfred Breistrand – bilreparatör
- Johannes Eckhoff
- Gerhard Bjelland – anställd på bensinstationen
- Svein Byhring
- Gry Enger
- Johan Holst
- Liv Thorsen
- Francisco Solér – hovmästare på Mallorca

## Om filmen
Sønner av Norge kjøper bil producerades av bolaget Contact Film AS med Anne Vennerød som produktionsledare. Den regisserades av Øyvind Vennerød som även skrev manus tillsammans med Jørn Ording, baserat på Hans Faye-Lunds roman Blank i lakken. Fotograf var Ragnar Sørensen och klippare Olav Engebretsen och Øyvind Vennerød. Musiken komponerades av Kjell Karlsen. Filmen hade premiär den 6 september 1962 i Oslo.